# (35366) Kaifeng
(35366) Kaifeng est un astéroïde de la ceinture principale.

## Description
(35366) Kaifeng est un astéroïde de la ceinture principale. Il fut découvert le 18 octobre 1997 à l'observatoire de Xinglong par le programme Beijing Schmidt CCD Asteroid Program. Il présente une orbite caractérisée par un demi-grand axe de 2,23 UA, une excentricité de 0,17 et une inclinaison de 2,9° par rapport à l'écliptique.

## Compléments